# ۲۳۰۵۸۴۳۰۰۹۲۱۳۶۹۳۹۵۱
۲۳۰۵۸۴۳۰۰۹۲۱۳۶۹۳۹۵۱ نهمین عدد مرسن حساب شده می‌باشد که برابر ۱-۲۶۱ است. در سال ۱۸۸۳ میلادی ایوان میخئویچ پرووشین اثبات کرد که عدد مذکور اول است. به همین دلیل گاهی از آن با نام عدد پرووشین یاد می‌کنند. این عدد دومین عدد اول بزرگ شناخته شده در آن زمان بود و تا سال ۱۹۱۱ همچنان دومین باقی ماند.